# Bejnary
Bejnary (biał. Бэйнары; ros. Бейнары) – wieś na Białorusi, w obwodzie witebskim, w rejonie brasławskim, w sielsowiecie Mieżany.

## Historia
W czasach zaborów wieś w gminie Dryświaty, w powiecie nowoaleksandrowskim w granicach Imperium Rosyjskiego. W 1866 roku należała do dóbr Dryświaty.
W dwudziestoleciu międzywojennym kolonia leżała w Polsce, w województwie nowogródzkim (od 1926 w województwie wileńskim), w powiecie brasławskim, w gminie Dryświaty.
Według Powszechnego Spisu Ludności z 1921 roku zamieszkiwało tu 14 osób, wszystkie były wyznania rzymskokatolickiego i zadeklarowały polska przynależność narodową. Były tu 2 budynki mieszkalne. W 1931 w 3 budynkach zamieszkiwało 11 osób.
Miejscowość należała do parafii rzymskokatolickiej w Dryświatach. Podlegała pod Sąd Grodzki w Opsie i Okręgowy w Wilnie; właściwy urząd pocztowy mieścił się w Dryświatach.